# معماری صخره‌ای دره نسو
معماری صخره‌ای دره نسو در شهرستان خرم‌آباد،دره نسو واقع شده و این اثر در تاریخ ۱۲ بهمن ۱۳۸۱ با شمارهٔ ثبت ۷۱۰۶ به‌عنوان یکی از آثار ملی ایران به ثبت رسیده است.